# (2138) Swissair
(2138) Swissair es un asteroide perteneciente al cinturón de asteroides descubierto por Paul Wild el 17 de abril de 1968 desde el Observatorio de Berna-Zimmerwald, Suiza.

## Designación y nombre
Swissair fue designado inicialmente como 1968 HB.
Posteriormente se nombró por la Swiss National Airline cuya designación internacional coincide con la designación provisional del asteroide.

## Características orbitales
Swissair orbita a una distancia media de 2,685 ua del Sol, pudiendo acercarse hasta 2,505 ua y alejarse hasta 2,866 ua. Tiene una inclinación orbital de 5,929° y una excentricidad de 0,06725. Emplea 1607 días en completar una órbita alrededor del Sol.